# Athletic Park
El Athletic Park fue un estadio de rugby localizado en Wellington, Nueva Zelanda. Fue derrumbado y actualmente en su lugar se encuentra una comunidad de jubilados.
Su fama en el mundo se debió por haber sido la segunda casa de los All Blacks y el segundo estadio más grande tras el Eden Park. Además fue una de las sedes de la Copa del Mundo de Rugby en 1987 y albergó algunos de los grandes acontecimientos culturales que vivieron los neozelandeses como la misa que dio Juan Pablo II durante su visita en 1986.

## Historia
En él se jugó el primer partido de The Rugby Championship, fue Nueva Zelanda ante los Wallabies en el Torneo de las Tres Naciones 1996.
Finalmente la ciudad decidió que el viejo estadio se demoliera en 1999 y en cambio se construyó el moderno Estadio Westpac.

### Copa Mundial de Rugby de 1987
Fue la segunda sede más grande de Nueva Zelanda 1987. Los cuatro partidos que albergó fueron de fase de grupos, entre ellos, Irlanda frente a Gales y Nueva Zelanda contra Argentina.

## Conciertos
Durante su historia grandes artistas tocaron el él, comenzando Fleetwood Mac en 1980 (considerado el peor concierto de la historia del rock), Kiss ese mismo año como parte del Unmasked Tour, en 1983 llegó David Bowie en su mejor momento, Dire Straits ese mismo año, 1986 y 1991, Elton John en 1982 y 1984, Eurythmics en 1987 y U2 en 1989.